# 21262 Kanba
21262 Kanba là một tiểu hành tinh vành đai chính với chu kỳ quỹ đạo là 2033.6311756 ngày (5.57 năm). It as discovered 24 tháng 4 năm 1996 by R. H. McNaught và H. Abe, observing ở Yatsuka, Nhật Bản. Nó được đặt theo tên Minatsu Kanba (b. 1970), a popularizer of astronomy ở Shimane prefecture và an observing partner of the discoverers.
Orbital eccentricity: 0.2417
semimajor axis: 3.1394418 AU
độ nghiêng quỹ đạo: 8.38833 degrees
absolute magnitude +13.8 
```
[
1
]
```